# Hemviktjärnarna (Storsjö socken, Härjedalen, 697889-137046)
Hemviktjärnarna är en sjö i Bergs kommun i Härjedalen och ingår i Ljungans huvudavrinningsområde.